# Gynocentrisme
Le gynocentrisme (mot formé sur le grec gyno-, « femme, femelle ») est un mode de pensée, conscient ou non, consistant à envisager le monde uniquement ou en majeure partie du point de vue des  femmes. Il s'agit de l’opposé symétrique de l’androcentrisme.

## Description
Linda J. Nicholson[Qui ?] distingue trois tendances au sein de ce mouvement :
- La première met l'accent sur l'oppression des femmes. Les analyses qui en résultent présentent la femme comme une victime et amènent à une forme de « séparatisme » au sein de nombreuses communautés féministes radicales des années 1970.
- La seconde tendance tend à décrire les différences entre hommes et femmes en termes plus neutres, en mettant l'accent à la fois sur les conséquences positives et négatives sur la vie des femmes et des hommes.
- La troisième tendance s'appuie sur une analyse vue au travers du point de vue des femmes pour comprendre la société et pour développer une « vision libératrice»[2].

## Critiques
Paul Nathanson et Katherine K. Young déclarent que d'un point de vue idéologique, l'objectif primordial du gynocentrisme est de donner la priorité aux femmes de manière hiérarchique et, par conséquent, peut être interprété comme de la misandrie, c'est-à-dire la haine envers les hommes. Les appels féministes à l'égalité ou même à l'équité sont souvent, selon eux, un subterfuge du gynocentrisme.
Young et Nathanson définissent le gynocentrisme comme une vision du monde basée sur la croyance implicite ou explicite que le monde tourne autour des femmes, un thème culturel qu'ils prétendent être devenu la norme dans les tribunaux et les bureaucraties gouvernementales, entraînant une discrimination systématique contre les hommes. Ils affirment en outre que le gynocentrisme est une forme d'essentialisme – par opposition à l'érudition ou à l'activité politique au nom des femmes – dans la mesure où il se concentre sur les vertus innées des femmes et les vices innés des hommes.
Certaines féministes postmodernes comme Nancy Fraser remettent en question l'hypothèse d'un concept stable de « femme » qui sous-tend tout gynocentrisme.
La chercheuse de l'American Enterprise Institute, Christina Hoff Sommers a fait valoir que le gynocentrisme est anti-intellectuel et a une vision antagoniste des disciplines scientifiques et créatives traditionnelles, rejetant de nombreuses découvertes importantes et œuvres artistiques comme masculines. Sommers écrit également que la présomption d'objectivité attribuée à de nombreuses théories gynocentristes a étouffé le discours et l'interprétation féministes.
L'écrivaine féministe Lynda Burns souligne que le gynocentrisme appelle à une célébration des différences positives des femmes – de l'histoire des femmes, des mythes, des arts et de la musique – par opposition à un modèle assimilationniste privilégiant la similitude avec les hommes.
Selon la politologue américaine Iris Marion Young, il appartient aux femmes elles-mêmes de formuler des idées et des réflexions sur la féminité et les différences entre les sexes, plutôt que de suivre les définitions d'une culture patriarcale qui qualifie les femmes de faibles et inférieures.
Cependant observée dans la pratique, la prééminence des femmes associée aux récits gynocentriques est souvent considérée comme absolue : interpersonnellement, culturellement, historiquement, politiquement ou dans des contextes sociaux plus larges tels que le divertissement populaire. En tant que tel, il peut faire de l'ombre à ce que Rosalind Coward a appelé « le Womanism ... une sorte de version popularisée du féminisme qui acclame tout ce que les femmes font et dénigre les hommes ».
Certains mouvements masculinistes identifient le gynocentrisme comme l'un des principaux obstacles à la réalisation de l'égalité des sexes.
La communauté séparatiste des hommes suivant leur propre chemin (MGTOW) se décrit comme une réaction contre la misandrie du gynocentrisme de la société,,.